# 縮合反應

狄克曼缩合反应

縮合反應（condensation reaction）是化學反應的一種，當中兩個分子透過官能基的變化結合成一個新的分子，過程中有細小的分子失去。如所失去的小分子為水，這個過程則稱作脫水反應。其他常見的小分子包括氯化氫、甲醇或乙酸等。
在有机化学中，縮合反應又称为稠合反應，稠合则常指芳香环共边。
當兩個獨立的分子反應，這縮合反應屬於分子間的。一個簡單的例子就如兩個氨基酸透過形成肽鍵而結合成二肽，並透過不斷重複這一步驟形成副產物如:多肽及蛋白質。與脫水反應相反的反應就是水解反應，當中水分子以氫氧離子及氫離子的形式與反應物反應，並使目標反應物分解。
如結合的過程中均由同一分子的原子或官能團參與，這縮合反應就屬於分子內的，而這類反應常導致環的生成。其中一個例子為狄克曼缩合反应，當中一個二酯分子的兩個酯官能團互相反應，透過失去一個醇分子而生成β-酮酯。

氨基酸的縮合反應。當中形成了肽鍵（紅色部分），放出水作為副產物（藍色部分）

## 反應機理
很多縮合反應的機理均跟從亲核酰基取代反应或羟醛缩合的路徑進行。其他的縮合反應，如酮醇缩合等則須透過如自由基或單電子轉移（single electron transfer）的引發進行。

## 在聚合物化學中的縮合作用

凱庫勒的分子間氫鏈

在華萊士·卡羅瑟斯有關聚合反應類別的分類當中，有一種透過單體或單體鏈不斷進行縮合作用而形成聚合物鏈的分類法，稱作縮合聚合作用。這過程偶爾稱作逐步增長聚合（Step-growth polymerization），但其實兩者的考慮點並不相同。兩者最大的分別在於加成聚合及縮合聚合是以生成物的角度去考慮，而逐步增長聚合及鏈增長聚合（Chain-growth polymerisation）則從反應機理考慮。不少聚合物如聚酯及尼龍等均以這一方式結合。生成物可以是只有一種重複單位如A-B形成的均聚物，或是以多於一種單體如A-A與B-B組成的共聚物A-A與B-B。與縮合聚合作用相反的另一種聚合過程為加成聚合作用，當中在聚合過程中沒有細小分子的離去。
一般而言，在過程中雙官能團的單體只會生成線性聚合物，因此多是熱塑性塑膠。但如單體中有多於兩個官能團，就有較大可能形成支鏈狀聚合物，甚至形成交鏈，往往生成熱固性塑膠。但這一現象並不完全適用於所有聚合物，當中如常用於製作防彈衣物料的凱庫勒就由兩種雙官能團的單體組成，但因當中的苯基團的存在使分子間排列非常齊整而出現大量分子間的氫鍵，大大加強了其硬度。
總結而言，縮合聚合物的形成過程較加成聚合為慢，而且常須加熱。其分子量也較小。單體在反應過程中很早就被消耗，而且末端的官能團會得以保留，使短的聚合物鏈有機會形成較長的聚合物鏈。利用卡罗瑟斯方程，可証得要得到高聚合度的聚合物，反應進度必須也很高。

## 應用
這一反應類別是製造形形色色的聚合物的基礎，當中如尼龍及聚酯等，不同類型的縮合聚合物及多樣的环氧树脂類化合物。此外，它也是實驗室中製備矽酸鹽及多磷酸鹽（polyphosphates）的基礎。由羧酸生成酸酐的過程也是典型的縮合作用。
不少生物學上的轉錄過程也是透過縮合作用達成，當中如由簡單的氨基酸組成蛋白質的過程、聚酮合成、萜烯合成、磷酸化而至糖基化等都是典型的例子。
數量相當多的有機合成反應均是縮合反應，下方列出部分有關的反應：
- 酮醇缩合
- 羟醛缩合
- 克莱森酯缩合反应
- 达参反应（缩水甘油酯缩合反應）
- 狄克曼缩合反应
- 克脑文盖尔缩合反应
- 麦克尔加成反应
- Pechmann缩合反应
- 索普反应
- 安息香缩合反应（技術上這個並不是縮合反應，但只因歷史原因而保留此名稱）[1]